# Adolf Portmann
Adolf Portmann (Basileia, Suíça, 27 de maio de 1897 – 28 de junho de 1982) foi um zoólogo suíço.
Estudou zoologia na Universidade de Basileia e, mais tarde, trabalhou em Gênova, Munique, Paris e Berlim. Sua principal atuação foi em laboratórios de biologia marinha na França (Banyuls-sur-Mer, Roscoff, Villefranche-sur-Mer) e em Heligolândia.
No ano de 1931 tornou-se professor de zoologia em Basileia. Suas principais pesquisas abrangem da biologia marinha à morfologia comparada de vertebrados. Seus trabalhos possuem um cunho interdisciplinar, compreendendo aspetos sociológicos e filosóficos sobre a vida dos animais e dos humanos
Além desta atuação acadêmica, Adolf Portmann foi membro da Escola de Eranos.